# Toporu
Toporu es una comuna ubicada en el distrito de Giurgiu, Rumania.

## Superficie
Cuenta con una superficie de 91,48 kilómetros cuadrados.

## Demografía
Hasta 2021 la población era de 1695 habitantes, con una densidad de población de 18,53 habitantes por kilómetro cuadrado.